# Diamond Tour 2021
La 7e édition du Diamond Tour a eu lieu le 13 juin 2021. Elle fait partie de la Lotto Cycling Cup 2021 et du calendrier UCI en catégorie 1.1. Elle est remportée par la Néerlandaise Lorena Wiebes.

## Équipes
| UCI Women's WorldTeams (3)- Alé BTC Ljubljana - Team DSM - SD Worx Équipes féminines continentales (13)- Andy Schleck-CP NVST-Immo Losch - Arkéa Pro Cycling Team - Bingoal Casino-Chevalmeire - Ceratizit-WNT Pro Cycling - Doltcini-Van Eyck Sport-Proximus - Lotto Soudal Ladies - Lviv Cycling Team - Multum Accountants - NXTG Racing - Parkhotel Valkenburg - Plantur-Pura - Rupelcleaning-Champion lubricants - Valcar-Travel & Service Équipe nationale- Belgique Équipe féminines amateur (4)- Bingoal WB Ladies - Isorex - S-bikes Bodhi - Team Stuttgart |
| |

## Récit de la course
L'équipe DSM contrôle la course. Seule Silke Smulders parvient à sortir en fin de course. Elle est reprise à huit kilomètres de l'arrivée. La course se conclut par un sprint remporté par Lorena Wiebes.

## Classements

### Classement final
| \| Classement général \| Classement général \| Classement général \| Classement général \| Classement général \| \| Coureuse \| Coureuse \| Pays \| Équipe \| Temps \| \| ------------------ \| ------------------------- \| ------------------ \| ------------------------------- \| ------------------ \| \| 1re \| Lorena Wiebes \| Pays-Bas \| Team DSM \| 3 h 18 min 56 s \| \| 2e \| Chiara Consonni \| Italie \| Valcar-Travel & Service \| + 0 s \| \| 3e \| Amber van der Hulst \| Pays-Bas \| Parkhotel Valkenburg \| + 0 s \| \| 4e \| Susanne Andersen \| Norvège \| Team DSM \| + 0 s \| \| 5e \| Maria Giulia Confalonieri \| Italie \| Ceratizit-WNT Pro Cycling \| + 0 s \| \| 6e \| Silvia Persico \| Italie \| Valcar-Travel & Service \| + 0 s \| \| 7e \| Jolien D'Hoore \| Belgique \| SD Worx \| + 0 s \| \| 8e \| Marta Bastianelli \| Italie \| Alé BTC Ljubljana \| + 0 s \| \| 9e \| Georgia Danford \| Australie \| Andy Schleck-CP NVST-Immo Losch \| + 0 s \| \| 10e \| Arianna Pruisscher \| Pays-Bas \| S-bikes Bodhi \| + 0 s \| |                           |           |                                 |                 |
| |                           |           |                                 |                 |
| Source : Cycling Quotient |                           |           |                                 |                 |
| Classement général |                           |           |                                 |                 |
| Coureuse | Coureuse                  | Pays      | Équipe                          | Temps           |
| 1re | Lorena Wiebes             | Pays-Bas  | Team DSM                        | 3 h 18 min 56 s |
| 2e | Chiara Consonni           | Italie    | Valcar-Travel & Service         | + 0 s           |
| 3e | Amber van der Hulst       | Pays-Bas  | Parkhotel Valkenburg            | + 0 s           |
| 4e | Susanne Andersen          | Norvège   | Team DSM                        | + 0 s           |
| 5e | Maria Giulia Confalonieri | Italie    | Ceratizit-WNT Pro Cycling       | + 0 s           |
| 6e | Silvia Persico            | Italie    | Valcar-Travel & Service         | + 0 s           |
| 7e | Jolien D'Hoore            | Belgique  | SD Worx                         | + 0 s           |
| 8e | Marta Bastianelli         | Italie    | Alé BTC Ljubljana               | + 0 s           |
| 9e | Georgia Danford           | Australie | Andy Schleck-CP NVST-Immo Losch | + 0 s           |
| 10e | Arianna Pruisscher        | Pays-Bas  | S-bikes Bodhi                   | + 0 s           |

### Points UCI
| Position           | 1er | 2e | 3e | 4e | 5e | 6e | 7e | 8e | 9e | 10e | 11e | 12e | 13e à 15e | 16e à 25e |
| Classement général | 125 | 85 | 70 | 60 | 50 | 40 | 35 | 30 | 25 | 20  | 15  | 10  | 5         | 3         |